# Dario Ambrosini

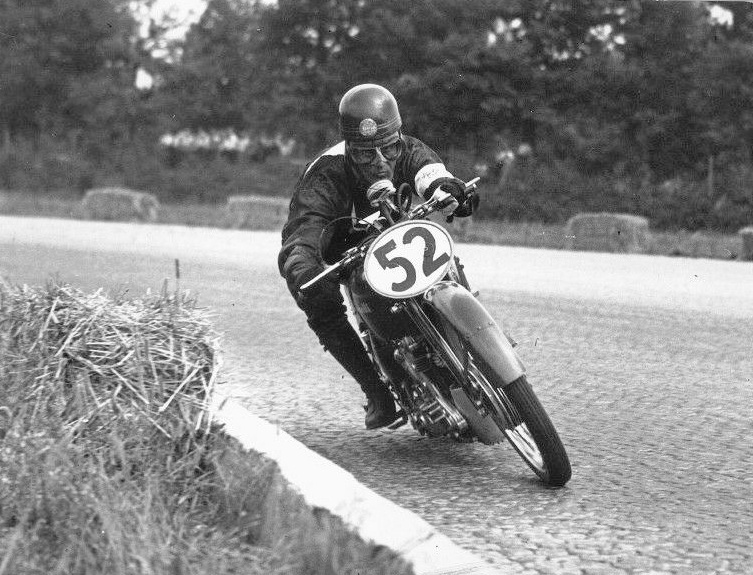
Dario Ambrosini, Grand Prix-wegrace der Naties 1949

Dario Ambrosini (7 maart 1918 in Cesena, Italië – 14 juli 1951 bij Albi, Frankrijk) was een Italiaans motorcoureur.
Ambrosini won in 1950 op Benelli de wereldtitel in de 250 cc-klasse van het wereldkampioenschap wegrace. In 1951 kwam hij bij een ongeluk op het Franse circuit Albi om het leven.

## Carrière
Dario Ambrosini begon reeds voor de Tweede Wereldoorlog met de motorsport. In 1939 wist hij op een 250 cc-Benelli races in Verona, Rome, Terni en Spoleto te winnen. In 1940 stapte Ambrosini over naar Moto Guzzi, de grootste rivaal van Benelli in de 250 cc-klasse, en ging voor de fabrikant uit Mandello del Lario tot en met 1947 van start. Op Moto Guzzi won hij in 1947 het Italiaans kampioenschap. In 1948 stapte hij terug over naar Benelli en won met de 250 cc-eencilinder, die nog van voor de oorlog stamde, onder andere de Grand Prix van Zwitserland.
Vanaf het seizoen 1949 nam Ambrosini voor Benelli in de 250 cc-klasse van het nieuw opgerichte wereldkampioenschap deel. Zijn machine was tegenover de Moto Guzzis niet opgewassen, maar hij wist bij de laatste wk-race in Monza zijn eerste race te winnen en het wereldkampioenschap als tweede achter Bruno Ruffo af te sluiten.
Het seizoen 1950 verliep voor Ambrosini succesvoller. Hij behaalde in de vier verreden wk-races drie overwinningen, waaronder de Tourist Trophy, en één tweede plaats. Met 30 punten werd hij met afstand 250 cc-wereldkampioen  en had in het eindklassement meer dan twee keer zoveel punten als de vice-kampioen Maurice Cann, die op 14 punten uitkwam.
In 1951 won Ambrosini de eerste 250 cc-wk-race in Bremgarten en werd tweede bij de TT. Bij de Grand Prix van Frankrijk in Albi ging hij met een vernieuwde versie van zijn Benelli, die nu met een telescoopvork uitgerust was, van start. Tijdens een trainingsronde raakte bij een snelheid van 180 km/u in aanloop van een snelle bocht zijn voorband beschadigd. Ambrosini lukte het weliswaar zijn motorfiets nog circa 40 meter onder controle te houden, maar raakte daarna alsnog van de weg af en viel in de omheining. Daarbij werd hij van de machine geslingerd en raakte daarbij zwaar aan zijn hoofd gewond. Gianni Leoni, die als eerste de onheilsplek passeerde, stopte meteen, kon zijn landgenoot echter niet meer helpen. Dario Ambrosini stierf korte tijd later op weg naar het ziekenhuis en werd daarmee de eerste dodelijk verongelukte wereldkampioen in de geschiedenis van het wereldkampioenschap. Leoni kwam slechts een maand later bij een tragisch ongeval in de training van de Ulster Grand Prix zelf om het leven.

## Wereldkampioenschap wegrace resultaten
(Races in cursief geven de snelste ronde aan)
| Jaar | Klasse | Team    | Motorfiets                     | 1       | 2       | 3     | 4     | 5     | 6       | Punten | Plaats | Overwinningen |
| ---- | ------ | ------- | ------------------------------ | ------- | ------- | ----- | ----- | ----- | ------- | ------ | ------ | ------------- |
| 1949 | 250 cc | Benelli | 250 Bialbero                   | IOM DNF | ZWI 2   |       |       | ULS - | NAT 1   | 19     | 2e     | 1             |
| 1949 | 500 cc | Privé   | Gilera VTE Gran Sport Speziale | IOM -   | ZWI DNF | NED - | BEL - | ULS - | NAT -   | 0      | -      | 0             |
| 1950 | 250 cc | Benelli | 250 Bialbero                   | IOM 1   | BEL -   | NED - | ZWI 1 | ULS 2 | NAT 1   | 24     | 1e     | 3             |
| 1951 | 250 cc | Benelli | 250 Bialbero                   | SPA -   | ZWI 1   | IOM 2 | BEL - | NED - | FRA (†) | 14     | 3e     | 2             |